# Xue Yue
Xue Yue, ou Hsueh Yueh (chinois : 薛岳 ; pinyin : Xuē Yuè), né à Lechang (Guangdong, Chine) le 26 décembre 1896, mort le 3 mai 1998, était un militaire chinois.

## Biographie
Né dans une famille paysanne, il rejoint l'armée à l'âge de 14 ans. Il a Tchang Kaï-chek comme instructeur à l'Académie militaire de Huangpu. Durant la guerre civile contre les communistes, il fait partie des officiers qui traquent les hommes de Mao Zedong durant la Longue Marche.
D'abord fidèle de Tchang Kaï-chek, il s'oppose ensuite à ce dernier sur la politique à suivre face à l'expansionnisme du Japon, et soutient Zhang Xueliang quand ce dernier séquestre Tchang pour le contraindre à l'accord de Xi'an avec les communistes.
Réconcilié ensuite avec Tchang, il commande l'Armée nationale révolutionnaire chinoise à l'est d'Henan durant la Seconde Guerre sino-japonaise. Dans le cadre de ce conflit, il participe à de nombreuses batailles, notamment la bataille de Shanghaï, la bataille de Changde, ainsi qu'aux multiples défenses du bastion nationaliste de Changsha face à l'Armée impériale japonaise. Il est également un proche du général américain Claire Lee Chennault et assure la défense de ses bases aériennes en Chine.
À la fin de la guerre civile contre les communistes, alors que le gros des troupes du Kuomintang se retire à Taïwan, Xue Yue doit assurer la défense de l'île de Hainan. Ses troupes sont cependant battues au printemps 1950 par l'Armée populaire de libération de la Chine communiste.
Xue Yue est ensuite conseiller de l'Armée de la République de Chine. Il meurt à l'âge de 101 ans.